# Sergueï Nikolski
Pour les articles homonymes, voir Nikolski.
Sergueï Mikhaïlovitch Nikolski (en russe : Сергей Михайлович Никольский), né le 30 avril 1905 à Talitsa (oblast de Sverdlovsk), mort  à Moscou le 9 novembre 2012 , est un mathématicien russe.
Il est né à Talitsa, alors située dans le gouvernement de Perm (Empire russe). Il est membre de l'Académie des sciences d'URSS (puis de Russie) depuis le 28 novembre 1972. Il a remporté de nombreux prix scientifiques, dont la médaille Tchebychev en or de l'Académie des sciences d'URSS en 1972. En 2005, âgé de 100 ans, il travaille encore pour l'Institut de physique et de technologie de Moscou où il donne des conférences.

## Travaux
Le professeur Nikolski a effectué des contributions majeures dans les domaines de l'analyse fonctionnelle, l'approximation linéaire, les formules de Newton-Cotes et leurs applications aux solutions variationnelles des équations aux dérivées partielles.